# Noces de sang (film, 1981)
Pour les articles homonymes, voir Noces de sang.
Pour plus de détails, voir Fiche technique et Distribution.
Noces de sang (Bodas de sangre) est un film franco-espagnol de Carlos Saura, sorti en 1981.

## Synopsis
Une troupe de danse répète une chorégraphie adaptée de la pièce de théâtre Noces de sang du poète Federico García Lorca.

## Commentaire
Noces de sang est le premier film de la "trilogie flamenca" (dont font partie Carmen et L'Amour sorcier (El amor brujo). Il est le fruit d'une collaboration avec le grand danseur et chorégraphe Antonio Gades, aujourd'hui décédé, qui se poursuivra durant plusieurs films (documentaires ou fictions) consacrés à l'art du flamenco. La chorégraphie sur laquelle se base ce film est une adaptation d'une des plus célèbres pièces tragiques du poète et dramaturge Federico García Lorca, Bodas de sangre (Noces de sang), écrite en 1933. Le film est donc une adaptation à triple niveau dans laquelle coexistent trois "textes" dont le ballet flamenco de Gades est le centre névralgique.
À partir du texte-source de Lorca, Gades crée une chorégraphie entrée au répertoire du Ballet Nacional de España, et à partir de celle-ci le cinéaste crée une œuvre cinématographique dont la nature est problématique. Documentaire, film-ballet, spectacle filmé, autant de dénominations qui ne recouvrent que partiellement le film de Saura, et servent surtout à l'interroger avec pour ligne de mire les relations entre le cinéma et la danse, entre la cinéma et le théâtre, en résumé entre le cinéma et ce que l'on nomme aujourd'hui les "arts vivants".
Saura nous montre toutes les ficelles (maquillage, costumes, répétitions…) : il nous présente un filage dans un studio de danse au lieu d'un spectacle dans un lieu consacré. Et cependant, le spectateur rentre dans la fiction du ballet, oublie peu à peu les miroirs de la salle, devient la victime consentante de la représentation.
Du ballet d'Antonio Gades, Saura dit en 1984 : "Gades avait réussi à capturer ce que j'imaginais impossible de capturer dans le théâtre de Lorca : il avait maintenu l'esprit populaire de Lorca, au sens le plus profond du terme, et il y avait là une prodigieuse et rigoureuse mise en scène de l'histoire à travers ce ballet austère, tout en tension, et cette musique si justement populaire elle aussi."

## Fiche technique
- Titre original : Bodas de sangre
- Titre français: Noces de sang
- Réalisation : Carlos Saura
- Scénario : Antonio Artero, Antonio Gades, Alfredo Mañas et Carlos Saura, d'après la pièce éponyme de Federico García Lorca
- Décors : Rafael Palmero
- Costumes : Francisco Nieva
- Photographie : Teodoro Escamilla
- Son : Bernardo Menz
- Montage : Pablo González del Amo
- Musique : Emilio de Diego
- Chorégraphie : Antonio Gades
- Production : Emiliano Piedra
- Production associée : Ángel Escolano
- Société de production : Emiliano Piedra
- Société de distribution : Emiliano Piedra
- Pays d'origine :  Espagne
- Langue originale : espagnol
- Format : Couleur (Eastmancolor) — 35 mm — 1,33:1 —  son Mono
- Genre : Drame, film musical
- Durée : 72 minutes
- Dates de sortie : 
  - Espagne : 9 mars 1981
  - France : 7 octobre 1981

## Distribution
- Antonio Gades : Leonardo
- Cristina Hoyos : la fiancée
- Juan Antonio Jiménez : le fiancé
- Pilar Cárdenas : la mère
- Carmen Villena : la femme